# Jan de Boer (1898-1988)
Jan de Boer jr. (Amsterdam, 29 augustus 1898 – aldaar, 30 juni 1988) was een Nederlands voetballer en ondernemer. Hij speelde bij Ajax en speelde vijf keer voor het Nederlands voetbalelftal. Ook maakte hij tweemaal deel uit van de olympische selectie, maar werd niet opgesteld.

## Biografie
Jan de Boer was de zoon van Jan de Boer en Elisabeth Maria Hoeve. Hij trouwde op 26 juli 1929 met Cornelia Carolina Louman. Hij had twee zonen.
Op dertienjarige leeftijd meldde Jan de Boer zich in 1911 als lid aan bij AFC Ajax. Negen jaar later wist hij de toenmalige eerste keeper Jan Smit te verdringen als doelman van het eerste elftal. Tot 1933 bleef hij het doel bewaken van de Amsterdamse club. Hij stond in totaal 195 competitiewedstrijden op doel. Hiermee schaart hij zich bij het gezelschap spelers met de meeste wedstrijden voor Ajax. In de jaren 1923-1924 kwam hij ook vijfmaal uit voor Oranje.
Na 1933 bleef Jan de Boer verbonden aan Ajax. Als veldspeler ging nog vijf jaar door in Ajax 6. In 1942 is hij benoemd tot Erelid, en tussen 1963 en 1973 nam hij plaats in de ledenraad. 
- Eerste wedstrijd: 19 september 1920 / De Spartaan - Ajax 1-4
- Laatste wedstrijd: 26 maart 1933 / Sparta - Ajax 3-4

De Boer was directeur van de N.V. Noord-Hollandsche Asbestfabriek v/h J. de Boer & Co dat later ook de bekende Ajax-brandblusapparaten vervaardigde.